# هنينج شولزرين
هنينج شولزرين (بالإنجليزية: Henning Schulzrinne)‏ وهو أحد كبار موظفي التقنية - هيئة الاتصالات الفيدرالية - (CTO)، بعد أن تم تعيينه لهذا الدور في 19 ديسمبر 2011 إلى 2014. كان هنينج في السابق أستاذًا بقسم علوم الكمبيوتر في جامعة كولومبيا. وهو رئيس مشارك للجنة التقنية للإنترنت التابعة لجمعية الاتصالات IEEE.
درس هنينج شولزرين فيجامعة دارمشتات للتكنولوجيا في دارمشتات، حيث حصل على الدبلومه ثم حصل على الماجستير. في جامعة سينسيناتي وكذلك الدكتوراه في جامعة ماساتشوستس في أمهرست بين عامي 1994 و 1996. عمل في برلين في معهد معهد البحوث لأنظمة الاتصالات المفتوحة (GMD FOKUS)، وهو معهد تابع لـ مجتمع الرياضيات ومعالجة البيانات (GMD)، وهو الآن جزء من جمعية فراونهوفر في أنظمة الاتصالات المفتوحة. عمل شولزرين كمحرر في مجلة الاتصالات والشبكات.
ساهم هنينج شولزرين في المعايير كما شارك في تصميم بروتوكول بدء جلسة مع مارك هاندلي وبروتوكول الوقت الحقيقي وبروتوكول تدفق في زمن حقيقي وبروتوكول نقل إشارات الإنترنت العام وجزء من الخطوات التالية في مجموعة بروتوكولات التشوير. تم الاستشهاد بمنشوراته أكثر من 45000 مرة، وله مؤشر إتش 80.
تم انتخاب هنينج شولزرين لمنصب رابطة مكائن الحوسبة (2014) للإسهامات في تصميم البروتوكولات والتطبيقات والخوارزميات للوسائط المتعددة للإنترنت.

## وصلات خارجية
- Personal website

قالب:Internet Hall of Fame